# مايك هيو
مايك هيو (بالإنجليزية: Mike Vaughan)‏ هو لاعب كرة قدم أمريكية أمريكي، ولد في 2 أكتوبر 1954 في تشيكاشا في الولايات المتحدة.